# Marco Marocchi
Marco Marocchi (Romanore, 22 gennaio 1961) è un ex calciatore italiano, di ruolo centrocampista.

## Carriera
Ha totalizzato 9 presenze in Serie A con il Bologna (esordio in massima serie il 5 ottobre 1980 in occasione del successo esterno sulla Juventus) nelle stagioni 1979-1980 e 1980-1981, e altre tre in Serie B con Reggiana, Bologna e Parma, con 74 presenze totali in cadetteria.

## Palmarès
- Serie C1: 1

Parma: 1983-1984 (girone A)
- Coppa Italia Serie C: 1

Livorno: 1986-1987